# Mervyn Peake
Mervyn Laurence Peake (Kuling, Kína, 1911. július 9. – Burcot, Anglia, 1968. november 17.) angol író, képzőművész, költő, illusztrátor. Legismertebb művei a Gormenghast-regények, amelyek több fantasy-íróra is hatottak.

## Élete és munkássága

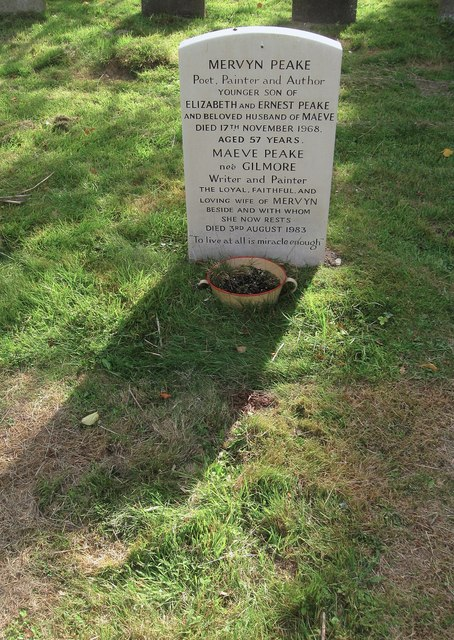
A szerző sírja

Mervyn Peake 1911-ben született a dél-kínai Kulingban, ahol apja, Ernest Cromwell Peake misszionárius orvosként dolgozott. Egy év múlva az északi Tianjin városba költöztek, itt kezdte meg középiskolai tanulmányait is, melyet a londoni Eltham College-ben folytatott. 1921-ben, még Tianjinben írta meg első regényét (The White Chief of the Unzimbooboo Kaffirs). Bár 1923-ban végleg elhagyta az ázsiai országot, a kínai kultúra mély benyomást tett rá, hatása tetten érhető műveiben is (pl. a Gormenghast ősi erődítményének leírásában). Képzőművészeti tanulmányait 1929-ben, a Croydon művészeti iskolában kezdte, majd még az év decemberében a Királyi Akadémián folytatta. Itt születnek első olajfestményei, valamint első hosszabb költeményei is. Tanulmányai befejezése (1933) után sikerrel állította ki képeit galériákban, valamint tanított a Westminster művészeti iskolában. Itt ismerkedett meg Maeve Gilmore festőnővel, akivel 1937-ben összeházasodtak. Három gyermekük született: Sebastian (1940), Fabian (1942) és Clare (1949).
1942-ben bevonult a hadseregbe. A háborús évek alatt szerzett nevet magának, mint illusztrátor, (pl. Samuel Taylor Coleridge: Ének a vén tengerészről, Lewis Carroll: Alice csodaországban, Grimm-mesék). 1946-ban jelenik meg a Gormenghast-ciklus első kötete, a Titus Groan, amelyet 1950-ben követ a második rész, a Gormenghast. Prózájában ugyanaz a részletek iránti fogékonyság és groteszk látásmód mutatkozik meg, mint illusztrációiban. Később több verseskötete is megjelent, valamint színdarabot is írt. A The Wit of Two című darabjának bukása annyira megviselte, hogy ideg-összeroppanást kapott.
1959-ben jelent meg a Gormenghast-sorozat harmadik kötete, a Titus Alone, mely végül a befejező rész lett. Peake még tervezte a további folytatásokat, de ebben megakadályozta hosszan elhúzódó betegsége, majd 1968-as halála.

## Bibliográfia

### Regények
- Titus Groan (1946, Gormenghast-ciklus, 1. rész, magyarul 2008)
- Gormenghast (1950, Gormenghast-ciklus, 2. rész)
- Mr Pye (1953)
- Titus Alone (1959, Gormenghast-ciklus, 3. rész)

### Verseskötetei
- Shapes & Sounds (1941)
- Rhymes without Reason (1944)
- The Glassblowers (1950)
- The Rhyme of the Flying Bomb (1962)
- Poems & Drawings (1965)
- A Reverie of Bone (1967)

## Magyarul
- Titus Groan. Gromenghast-trilógia 1. rész; ford. Bakonyi Berta; Alexandra, Pécs, 2008

## Fordítás
- Ez a szócikk részben vagy egészben  a   Mervyn Peake című angol Wikipédia-szócikk ezen változatának fordításán alapul.  Az eredeti cikk szerkesztőit annak laptörténete sorolja fel. Ez a jelzés csupán a megfogalmazás eredetét és a szerzői jogokat jelzi, nem szolgál a cikkben szereplő információk forrásmegjelöléseként.